# Alessio Manzoni
Alessio Manzoni (ur. 10 kwietnia 1987 roku w Cremie) – włoski piłkarz występujący na pozycji pomocnika. Obecnie gra w Brescii Calcio.

## Kariera klubowa
Od 2002 grał w juniorskich drużynach Atalanty BC. Zawodową karierę rozpoczął w 2005, w tymże klubie. Jednak w latach 2006-2008 był dwukrotnie wypożyczany do klubów z niższych lig - Padovy i Spezii. W 2009 trafił na tej samej zasadzie do Parmy i w tym samym roku definitywnie odszedł do tego klubu. W 2010 został wypożyczony do Brescii Calcio.

## Kariera reprezentacyjna
Grał w trzech juniorskich reprezentacjach swojego kraju: U-16, U-19, U-20.